# 上村政和
上村政和（日语：／ Kamimura Masakazu，1960年10月2日—），日本男子摔跤运动员。他曾代表日本参加1982年亚洲运动会摔跤比赛，获得一枚银牌。他也曾参加1984年夏季奥林匹克运动会。